# Cryptasterina pentagona
Cryptasterina pentagona är en sjöstjärneart som först beskrevs av Müller och Franz Hermann Troschel 1842.  Cryptasterina pentagona ingår i släktet Cryptasterina och familjen Asterinidae. Inga underarter finns listade i Catalogue of Life.